# Hemisferio celeste norte

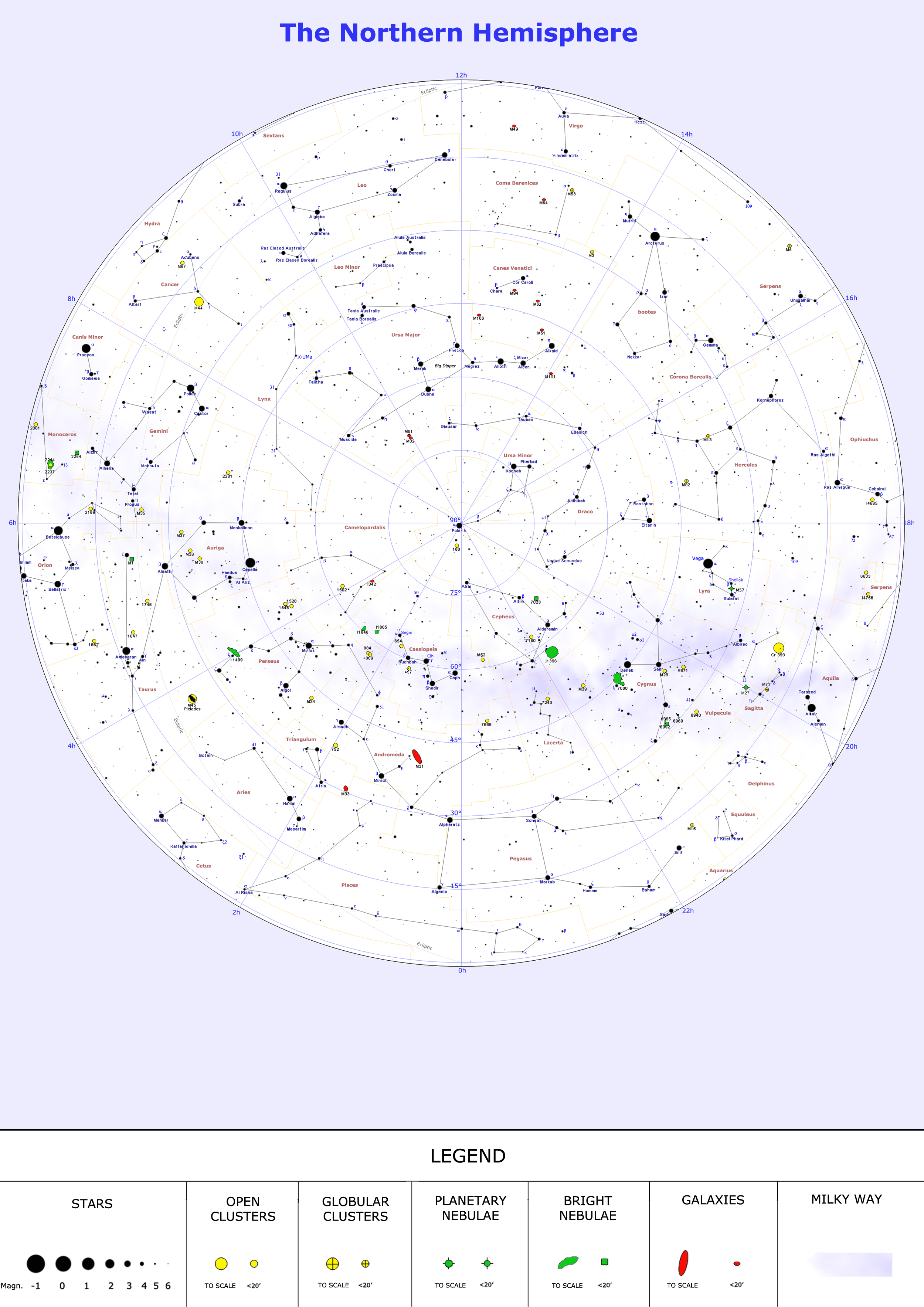
Una carta estelar de todo el cielo del norte, centrada en el polo celeste norte.

El hemisferio celeste norte, también llamado cielo del norte, es la mitad norte de la esfera celeste; es decir, se encuentra al norte del ecuador celeste. Esta esfera arbitraria, en la que estrellas aparentemente fijas forman constelaciones, parece girar hacia el oeste alrededor de un eje polar a medida que la Tierra rota.
En todo momento, el cielo del norte es visible completamente desde el polo norte geográfico; Cuanto más al sur sea la latitud del observador, menor parte del cielo del norte será visible.
La contraparte del hemisferio celeste norte es el hemisferio celeste sur.

## Astronomía

La Tierra rotando dentro de la esfera celeste. En esta vista, el hemisferio celeste norte está arriba del ecuador celeste, el paralelo medio (en cian).

En el contexto de discusiones astronómicas o escritos sobre mapas celestes, también se le puede denominar simplemente "hemisferio norte".
A los efectos de la cartografía celeste, los astrónomos consideran el cielo como el interior de una esfera dividida en dos mitades por el ecuador celeste. El cielo del norte o hemisferio norte es, por tanto, la mitad de la esfera celeste que se encuentra al norte del ecuador celeste.
Pese a ser el ecuador celeste una proyección ideal del ecuador terrestre sobre una esfera celeste imaginaria geocéntrica, los hemisferios celestes norte y sur no deben confundirse con los hemisferios terrestres norte y sur.